# Antonino Abrami
Antonino Abrami (Roma, 10 aprile 1949) è un magistrato italiano già Giudice presso la Corte d'Appello di Venezia, sezione penale, dove continua a prestare servizio anche quando viene nominato Giudice di Cassazione. Professore Emerito dell'Università di Nova Gorica, Presidente vicario dell'Accademia Internazionale di Scienze Ambientali, con sede a Venezia.

## Biografia

### Attività didattica e scientifica
Si laurea in Giurisprudenza all'Università "La Sapienza" di Roma con la prima tesi sul nuovo processo del Lavoro. Insegna Diritto presso diversi Istituti della capitale come docente supplente temporaneo. Dopo aver partecipato con successo ai corsi abilitanti, ottiene dal Ministero della pubblica istruzione l'abilitazione all'insegnamento in discipline giuridiche ed economiche. A seguito di concorso viene nominato Vice Direttore delle Carceri di Torino, ove prende poi servizio. Funzionario direttivo e poi Responsabile dell' “Istituto di Studi sulle Regioni” del CNR (Consiglio nazionale delle Ricerche), con sede a Roma. 

### L'impegno in Magistratura e altri incarichi
Dopo aver superato le prove scritte ed orali per l'iscrizione nell'Albo dei Procuratori legali, nel 1980 è entrato in Magistratura. Dal 1980 al 1990 è stato Pretore di Schio e per diverso tempo contemporaneamente ha svolto funzioni di Pretore in altre preture (Thiene, Vicenza ed Arzignano). Ad Arzignano ha promosso l'inchiesta nei confronti di amministratori del grande Depuratore al quale affluivano gli scarichi di diverse concerie. L'inchiesta portò alla chiusura del depuratore. Questa inchiesta e il suo coraggioso lavoro comportarono per un dato periodo rischi per la sua sicurezza personale e di conseguenza fu operato il controllo dei suoi spostamenti da parte dei carabinieri. L'inchiesta di Arzignano e l'impegno di Abrami sono menzionati in diversi testi, tra i quali va ricordato Schei di Gian Antonio Stella. Dopo Schio nel 1990 Abrami fu Pretore di Thiene. Poi ricoprì la carica di Pretore, presidente della sezione penale di Venezia e quindi, nell'ultimo periodo - dal 1995 al 2010 - fu consigliere di Corte d'appello, dove svolse sia funzioni di Giudice a latere che di Presidente di Collegio. Entrò a far parte del gruppo di studio e lavoro di Ecologia e Territorio presso il CED, Centro elettronico della Suprema Corte di Cassazione, dove collaborò con il Giudice Amedeo Postiglione ed altri Colleghi (Benito Melchionna, Gianfranco Amendola, e altri). Membro e promotore del Comitato per la Istituzione della Corte penale dell'Ambiente. Fondatore, assieme ad altri illustri giuristi, della Rivista giuridica dell'ambiente (Edizioni Giuffré) e oggi membro del Comitato Scientifico della Rivista. Dal 1995 al 2003 è Prima Cattedra Europea Jean Monnet in Diritto Comunitario dell'Ambiente (Università di Urbino, facoltà di Scienze ambientali). Iscritto all'albo dei Docenti della "Scuola Superiore della Magistratura".
Nel 2003 Antonino Abrami ha fondato, con il Premio Nobel per la Pace Adolfo Pérez Esquivel ed altre personalità del mondo della Cultura, l'Accademia Internazionale di Scienze Ambientali, di cui è Presidente vicario. I progetti istituzionali della IAES trovano grande attenzione e seguito presso l'UE e positivo interesse da parte della Presidenza della Corte penale internazionale dell'Aia e di altre Istituzioni internazionali. Viene nominato Professore Emerito dell'Università di Nova Gorica ed è Docente di Tutela giuridica dei Beni Comuni nel Dottorato di Ricerca di Economics and Techniques for the Conservation of the Architectural and Environmental Heritage (istituito nel 2005).
Dal 2010 Abrami è socio fondatore e membro dell'AME-DIE (Ex Ministri dell'Ambiente e dirigenti internazionali dell'Ambiente -  Anciens Ministres de l'Environnement et Dirigeants Internationaux de l'Environnement - Association of former Ministers and public leaders for the Environment).
È stato relatore in importanti Convegni nazionali e internazionali e ha aperto nuovi filoni interpretativi. Ha segnato una nuova epoca in giurisprudenza applicando la Scienza ai casi di inquinamento dell'Ambiente e della Sicurezza alimentare e della tutela della Salute. Le sue teorie di approccio giuridico-scientifico ed i suoi provvedimenti sono stati citati dalla dottrina italiana e straniera. È stato il primo magistrato ad aver fatto applicare degli strumenti per il controllo automatico di scarichi a seguito di fatti che oltre a provocare una grande moria di pesci avevano costituito e costituivano un serio pericolo per la salute della popolazione a causa di soda caustica ed altri inquinanti e per la presenza nel fiume di prese e di acquedotti. Abrami ha applicato questa impostazione giuridico-scientifica anche in diversi procedimenti penali e l'ha curata anche nelle sue tante pubblicazioni in tema di tutela della Salute e dell'Ambiente. 
Antonino Abrami è stato invitato come relatore più volte dal Parlamento europeo. Tra le diverse visite si ricorda la sua audizione del 14 luglio 2010 alla quale seguì l'importante documento della UE con cui venne dichiarato "giuridicamente fondata e realizzabile nel medio periodo l'istituzione della Corte Penale Eueropea dell'Ambiente", promossa da Abrami con la IAES.

## Pubblicazioni
Tra le tante pubblicazioni e relazioni si citano:
- Abrami A., Diritto ambientale ed attività della Polizia Giudiziaria, Relazione presentata nel Convegno sull’inquinamento, 1984, Consorzio Intercomunale per il Servizio di Vigilanza Urbana di Schio.
- Abrami A., I laghi nell’ambito della tutela della risorsa-natura (tutela del paesaggio) , Relazione presentata nel Convegno organizzato da alcuni Comuni del Friuli sul tema Il Lago di Cavazzo o dei Tre Comuni: un patrimonio da salvare e valorizzare, Alesso di Trasaghis, 12-13 settembre 1987.
- Abrami A., Diritto all’ambiente salubre, alla occupazione, alla produzione: fonti normative, limiti e compatibilità. Rapporti fra normative comunitarie, statali e regionali, e regolamentari alla luce della sentenza 170/84 della Corte Costituzionale,
- Relazione presentata nel Convegno organizzato sul tema Difesa del territorio, tutela dell’ambiente ed interessi diffusi, 9-12 ottobre 1986, Viareggio, ETS Editrice, Pisa, 1987.
- Abrami A., La Poesia e negli alberi di Mimmo Greco in Arte, ambiente e territorio, Centro Internazionale della Grafica di Venezia, Venezia,1995, pp. 39-41.
- Abrami A., Storia, scienza, politica e diritto del suolo: brevi riflessioni sulla violazione di principi costituzionali, Relazione presentata nell'ambito del Seminario "Il piano regolatore e la civiltà urbana, 1.03.1996 Marzo, 1996, Crema, (Istituto Poligrafico e Zecca dello Stato, Roma 1996, pp.37-46).
- Abrami A., Il ponte sullo stretto di Messina e le valutazioni di impatto ambientale, Relazione presentata nell'ambito del Convegno organizzato dalla Regione Calabria sul tema "Il ponte sullo stretto di Messina: localizzazione e problematiche ambientali ed urbanistiche" , 27 e 28 aprile 2002, Caponello (Catanzaro, Italia).
- Abrami A., Beni Culturali, tutela transfrontaliera e l’ingresso della Slovenia nell’U.E., Relazione presentata nell'ambito del Convegno organizzato sul tema Beni Culturali dell’alto Adriatico, esperienze di tutela e conservazione e restauro, 20 settembre 2004, Venezia, (Mazzanti Editori, 2004).
- Abrami A., L’amianto: il pensiero della Corte di Giustizia, della Suprema Corte e le scelte del legislatore, relazione presentata nella Giornata di Studi organizzata dalla IAES e dalla UNG, sul tema "Africa ed Europa a Confronto, Salute ed Ambiente: L’amianto non è un problema chiuso",  22 Settembre 2005, Venezia. Al termine della Giornata di Studi è stato elaborato e letto un documento, a firma Antonino Abrami, Raffaele Guariniello e Marie Odille, per l'Istituzione della Procura nazionale ambientale, documento che ha registrato il consenso dell'Assemblea.
- Abrami A, Dalla Vecchia P. e Greco Angelo, «L'acqua, gli altri beni comuni e le violazioni di sovranità dei popoli e del made in Italy: da diritti negati a mali del secolo», in Quale tutela e quali soluzioni contro lo strapotere delle multinazionali. Ed. NARDINLIBRI. Prima Edizione Novembre 2018
- Abrami A, Dalla Vecchia P. e Greco Angelo, «Water and other common goods and violations of people's sovereignity and 'Made in Italy': from denied rights to business in the century». 'What protection and what solutions versus the excessive power of the Multinationals". By NARDINLIBRI, First Edition November 2018

## Abstract e attività scientifiche
- Abrami A. Guida all'Ambiente, ed. Cedam, 1986 e 1987. Prime due opere con approccio sia scientifico che economico che giuridico
- Abrami A. Storia, Scienza e Diritto Comunitario dell'Ambiente, ed. Cedam, Padova, 2001.[2]
- Abrami A. La tutela degli ecosistemi e delle zone umide per uno sviluppo sostenibile, Relazione tenuta nell'ambito della “Scuola di specializzazione in gestione dell’ambiente e delle Aree Protette”, Università di Camerino, 8 aprile 2002.
- Abrami A. Un tribunale penale per i reati contro l’ambiente, Relazione tenuta nella XXVIII Edizione delle Giornate internazionali di Studio del Centro Pio Manzù, sul tema "Cittadinanza terrestre, nuova alleanza tra uomini, idee, culture". Diverse personalità Politico-Culturali, tra cui Abrami, furono invitate quali "messaggeri di ragionevolezza" e costruttori di pace (Conferenza sul tema, Il Corno di Heimdall,  19-22 ottobre 2002, Grand Hotel di Rimini).
- Prima Conferenza dell'Accademia internazionale di Scienze Ambientali, sul tema Protezione internazionale degli Ecosistemi,  23-25 ottobre 2003, Venezia (Italia)
- Giornate di Studio, sul tema Moonbase, a challenge for humanity, organizzato dalla IAES, 26-27 maggio 2005.
- Giornate di Studio, sul tema Africa ed Europa a confronto, Salute ed Ambiente: il problema dell'Amianto a confronto. Un problema non ancora risolto, organizzato dalla IAES, 22 settembre 2005
- Giornata di Studio organizzata dalla IAES, sul tema Conservazione e valorizzazione delle città d’arte protette dall’UNESCO: Prospettive e proposte a confronto, 16 febbraio 2006.
- Conferenza internazionale sul Clima, organizzata dalla IAES, sul tema Cambiamento climatico nel 21º secolo, 19 maggio 2007, Sant’Elena, Venezia.
- Conferenza internazionale organizzata dalla IAES sul tema La salute dell'Uomo e del Pianeta Terra. Disastri ambientali: irresponsabilità e Tutela. 2-3 ottobre 2009, Palazzo Ducale, Venezia.
- Abrami A., Nota a sentenza Tutela reale della risorsa acqua: un positivo contributo della Suprema Corte in Collana Quaderni del WWF, 1987.
- Abrami A. Diritto comunitario e diritto interno, in: Quaderni del CSM, Anno 3, nº 11, Febbraio 1988, pp. 151-62.
- Abrami A. I laghi nell’ambito della tutela risorsa-acqua in Commissione Studi Legali Legislativi (notiziario della Commissione Studi Legali Legislativi del W.W.F. Veneto), maggio-giugno 1988.
- Abrami A. Il problema ambiente riguarda tutti, Industria, Anno 9 – N. 11/12, November-December 1993.
- Abrami A. Lastella L. L’energia ed il risparmio energetico, Quaderni Scuola Internazionale dell’Ambiente, Istituto Poligrafico e Zecca dello Stato, Aprile 1995.
- Carbone E. (Contributions by Abrami A., Ceccarelli G., Ciampicacigli R., Ferrari E., Tiezzi E), Dossier: Sport and Environment in Spaziosport, December 1995, n.4, anno XIV, pp. 47-96.
- Abrami A. Nota a sentenza Caso fortuito e forza maggiore: più ampia prevedibilità dei danni ambientali ed eccezionale esclusione della colpevolezza, in Rivista giuridica dell’ambiente, 1996, p. 862.
- Abrami A. Il territorio e le sue leggi, in T&A News Appunti veneziani d’informazione, opinione, cultura e ambiente, nº1, maggio 1996, Grafiche Veneziane s.r.l.
- Abrami A. Uso, controllo e tutela delle risorse e degli ecosistemi: informazione e partecipazione del cittadino alla politica ambientale, delivered during the conference Informazione e partecipazione del cittadino nel diritto comunitario dell’ambiente, 23-25 ottobre, 1996, Centro Pastorale della Diocesi di Bolzano-Bressanone.
- Abrami A.  La natura interdisciplinare della “questione ambiente e la natura transfrontaliera dell’inquinamento: due aspetti su cui meditare per conoscere e tutelare l’ambiente”, nell'ambito della Conferenza sul tema La tutela giuridica dell’ambiente ed il ruolo della società civile”, 17 Marzo 2001, Palazzo Ca’ Corner, Venezia.
- Abrami A. Sostenibilità Ambientale e diritti del lavoro nell'ambito della Conferenza sul tema Verso una nuova economia locale. Sostenibilità, diritti e innovazione per la qualità del lavoro e del territorio, 11 Maggio 2001, Società circolo operaio di Magrè.
- Abrami A. La normativa nazionale in rapporto alle direttive CEE e alle valutazioni e determinazioni degli organismi internazionali, nell'ambito della Conferenza sul tema Giornata scientifica sul filato di vetro, problematiche ambientali e sanitarie, 15 Marzo 2002, Residenza di Rispetta, Rome.
- Abrami A. An International court for environmental crimes delivered during the Seminar for Prosecutors on Certain Aspects of the Acquis in the area of Criminal Law – Environmental Crime, organized by the European Commission (TAIEX Office), 2-4 Ottobre 2002, Università Ca’ Foscari, Venice.
- Abrami A., Reti transeuropee e sviluppo sostenibile: le autostrade del mare ed aspetti giuridico ambientali, Conference sul tema: "Autostrade del mare, Infomobilità e sviluppo del territorio", 16 Marzo 2005, Palazzo Altemps, Roma.